# Nábřeží zlatníků
Nábřeží zlatníků (v originále Quai des Orfèvres) je francouzský hraný film z roku 1947, který režíroval Henri-Georges Clouzot jako adaptaci detektivního románu Légitime Défense belgického autora Stanislase-André Steemana. Snímek měl světovou premiéru na filmovém festivalu v Benátkách dne 8. září 1947.

## Děj
V poválečné Paříži žije mladá zpěvačka Jenny Lamourová. Někdy využívá svého šarmu, zejména u vlivného chlípného starce Brignona, aby se lépe prosadila v hudebním světě. Její manžel, Maurice Martineau, skromný pianista, ze žárlivosti vyhrožuje Brignonovi smrtí. Ten je krátce poté nalezen zavražděn. Vyšetřování vede zástupce vrchního inspektora Antoine z Quai des Orfèvres.

## Obsazení
| Louis Jouvet      | inspektor Antoine           |
| Simone Renant     | Dora Monnier                |
| Bernard Blier     | Maurice Martineau           |
| Suzy Delair       | Marguerite Chauffourier     |
| Pierre Larquey    | Émile Lefort                |
| Jeanne Fusier-Gir | Pâquerette                  |
| Claudine Dupuis   | Manon                       |
| Charles Dullin    | Georges Brignon             |
| Henri Arius       | Léopardi                    |
| Charles Blavette  | Poitevin                    |
| René Blancard     | divizní komisař             |
| Robert Dalban     | Paulo                       |
| Jean Daurand      | inspektor Picard            |
| Jean Dunot        | Nitram                      |
| Jacques Grétillat | Auguste                     |
| Gilberte Géniat   | Beauvoir, správcová         |
| Gabriel Gobin     | majitel kavárny             |
| François Joux     | policista Faillard          |
| Léo Lapara        | inspektor Marchetti         |
| Henri Niel        | inspektor v vánočním krůtou |
| André Numès Fils  | účetní                      |
| Claude Peran      | kouzelník z cirkusu Medrano |
| Annette Poivre    | Madeleine                   |
| Georges Pally     | režisér Poiret              |
| Fernand René      | Mareuil                     |
| Jean Sinoël       | novinář                     |
| Charles Vissières | zpěvák Fallourd             |
| Raymond Bussières | Albert                      |

## Ocenění
- Benátský filmový festival: mezinárodní cena za nejlepší režii
- Cena Edgara Allana Poea: nejlepší zahraniční film